# Álvaro Domecq Romero
Álvaro Domecq Romero (Jerez de la Frontera, Cádiz, 8 de abril de 1940) es un rejoneador retirado, ganadero y empresario vinatero español. Es hijo del también rejoneador Álvaro Domecq Díez.

## Trayectoria

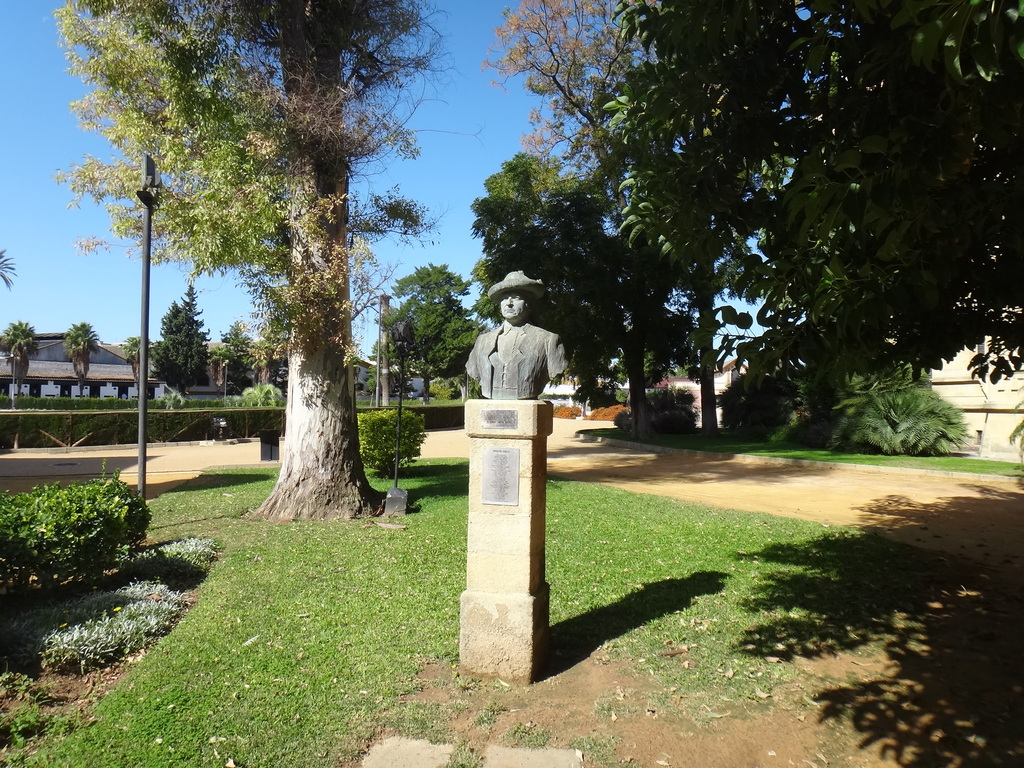
Monumento

Debutó en público el 13 de septiembre de 1959 en la plaza de Ronda, y se despidió el 12 de octubre de 1985 en la plaza de Jerez de la Frontera.
Es famoso su hierro Torrestrella, de toros criados en la Finca Los Alburejos hasta que fue vendida en 2020.
En 1970 participó con el papel honorífoco del guardacostas Francesc Cantó en la Fiesta de la Venida de la Virgen que tiene lugar todos los 29 de diciembre en la ciudad de Elche.
En 1975 fundó la Real Escuela Andaluza del Arte Ecuestre de Jerez.

## Reconocimientos

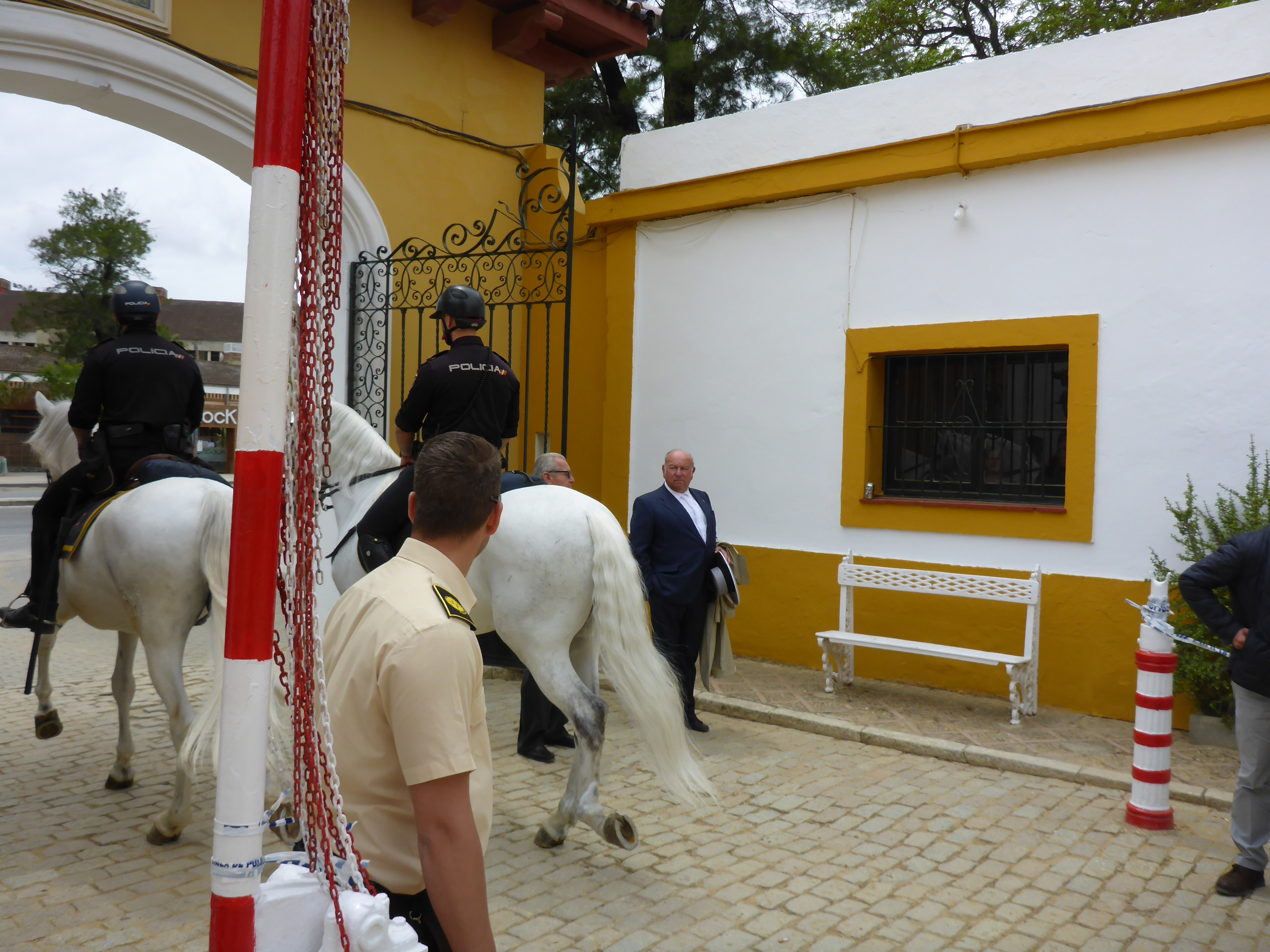
Álvaro

- Medalla de oro de la Asociación de escuelas taurinas de Andalucía[5]
- Premio del Clúster Turístico #DestinoJerez (2018)[6]
- Premio Augusto Ferrer-Dalmau de la Academia de la Diplomacia[7]
- Premio en el Salón Internacional del Caballo (2019)[8]
- Se pone su nombre al picadero del Recreo de la Real Escuela Andaluza de Arte Ecuestre (2020) .[9]
- Rociero Ejemplar nombrado por la Real Hermandad de Nuestra Señora del Rocío de Jerez, en la Plaza de Toros de Jerez (mayo de 2021).